# Mampang (Pancoran Mas)
Mampang is een bestuurslaag in het regentschap Depok van de provincie West-Java, Indonesië. Mampang telt 21.558 inwoners (volkstelling 2010).